# Денисюк Денис Сергійович
Дени́с Сергі́йович Денисю́к (нар. 4 липня 1990, Київ — пом. 10 червня 2015; Широкине, Волноваський район, Донецька область, Україна) — український військовик, водій відділення тяги та підвозу 1-го мінометного взводу мінометної батареї окремого загону спеціального призначення «Азов», Національної гвардії України, учасник російсько-української війни. Кавалер ордена «За мужність» III ступеня (посмертно).

## Життєпис
Народився Денис Денисюк 4 липня 1990 року у місті Києві. Закінчив 2007 року ЗНЗ № 306 в Деснянському районі Києва. Працював на телеканалі СТБ, програма «Вікна-новини», режисер монтажу. У часі війни з січня 2015-го — доброволець, водій, окремий загін спеціального призначення «Азов».
10 червня 2015-го загинув у бою під час обстрілу села Широкине, який вчинили російсько-терористичні сили: вогневий розрахунок, до складу якого входив Денис, потрапив під вогонь. Денисюк виконав завдання щодо придушення позицій противника, напад відбили, проте зазнав забагато поранень.
Без Дениса залишилися батьки. Похований 12 червня 2015-го в місті Київ, на Лук'янівському військовому цвинтарі.

## Нагороди
За особисту мужність, сумлінне та бездоганне служіння Українському народові, зразкове виконання військового обов'язку відзначений — нагороджений
- 15 вересня 2015 року — орденом «За мужність» III ступеня (посмертно).

## Вшанування пам'яті
У квітні 2016-го в деснянському ЗНЗ № 306 відкрито меморіальну дошку його честі.